# Gatún
Gatún – sztuczne jezioro w środkowej Panamie. Znajduje się na wysokości 26 m n.p.m., powierzchnia jeziora wynosi 425 km². Powstało w latach 1907-1913 poprzez budowę tamy Gatún i spiętrzenie wód rzeki Chagres Przez to jezioro przechodzi odcinek Kanału Panamskiego. Przez kilkadziesiąt lat było największym sztucznym jeziorem na świecie.
Jezioro jest głównym źródłem wody dla śluz umożliwiających przejście statków przez Kanał Panamski. Jego nazwa wywodzi się od formacji geologicznej zwanej Gatún, która przypuszczalnie jest pozostałością krateru uderzeniowego. 

## Charakterystyka
Jezioro powstało w wyniku budowy tamy Gatún na rzece Chagres, około 10 km od jej ujścia do Morza Karaibskiego. Pod względem geograficznym zbiornik znajduje się w dolinie rzeki, którą otaczają rozległe wzgórza tworzące naturalną barierę. Wraz z powstaniem tamy zalana została cała dolina, pierwotnie porośnięta m.in. drzewami mahoniowymi. Do dziś po jeziorze pływają ich spróchniałe pnie, które stanowią zagrożenie dla mniejszych statków przemieszczających się przez kanał.
Wraz z zalaniem doliny wiele szczytów wzgórz przemieniło się w wyspy. Największą i najlepiej znaną jest Barro Colorado Island, na której znajduje się Smithsonian Tropical Research Institute.

## Znaczenie jeziora
Jezioro rozciąga się na długości 32,7 km i jest główną częścią kanału panamskiego. Dokładnie wytyczona trasa przebiega wokół znajdujących się na nim wysp. Barki i jachty mogą korzystać z niewielkiego „skrótu” płynąć między wyspami i dzięki temu szybciej je pokonać. Jezioro stanowi też ważny rezerwuar wody wykorzystywanej przez śluzy kanału. Ponieważ każdego roku przepływa przez niego 14 000 statków, a podczas jednego tranzytu z jeziora w stronę morza przesuwanych jest 202.000 m³ wody, to zapotrzebowanie na nią jest bardzo duże. Z uwagi na to, że opady deszczu występują w Panamie sezonowo, to dzięki wodzie z jeziora kanał może funkcjonować także w porze suchej.
Jednakże znaczna wycinka drzew tropikalnych wokół zbiornika, które wchłaniały wodę deszczową i stopniowo przekazywały ją do jeziora, spowodowała, że zmniejszył się obszar z którego ona pochodziła. Doprowadziło to do spadku poziomu wody w porze suchej, co jest tym większym problemem, ponieważ ruch statków na kanale wzrasta, a co za tym idzie zapotrzebowanie na wodę również.